# Weret-hesut
Weret-hesut, auch Weret-hezut („Die groß ist an Gunst“), war ein altägyptischer Rangtitel, der Königinnen vorbehalten war. Er ist erstmals in der 4. Dynastie bezeugt und gehörte von da an zum gängigen Titulatur-Kanon für Königinnen.  